# Eauripik
Eauripik es un atolón de coral de tres islas en las islas Carolinas occidentales en el Océano Pacífico, que forma un distrito legislativo en el estado de Yap en los Estados Federados de Micronesia. Su superficie total es de solo 23,6 hectáreas, 0,236 kilómetros cuadrados, pero encierra una profunda laguna de 5,92 kilómetros cuadrados. Con los ligeros vientos del suroeste, por lo general hay divisiones a ambos lados del atolón. Todas las islas están cubiertas de palmeras de coco. Antes había cinco islotes, pero dos fueron arrastrados a finales de 1970 por las olas de un tifón. Eauripik está ubicado aproximadamente a 108 kilómetros al suroeste de Woleai.